# لوکووو (راشکا)
لوکووو (به صربی: Lukovo) یک منطقهٔ مسکونی در صربستان است که در Raška واقع شده‌است. لوکووو ۳۸ نفر جمعیت دارد.